# Кольоновське (гміна)
Гміна Кольоновське (пол. Gmina Kolonowskie) — місько-сільська гміна у південно-західній Польщі. Належить до Стшелецького повіту Опольського воєводства.
Станом на 31 грудня 2011 у гміні проживало 6070 осіб.

## Площа
Згідно з даними за 2007 рік площа гміни становила 83.61 км², у тому числі:
- орні землі: 22.00%
- ліси: 73.00%

Таким чином, площа гміни становить 11.23% площі повіту.

## Населення
Станом на 31 грудня 2011:
| Опис     | Загалом | Загалом | Чоловіки | Чоловіки | Жінки | Жінки |
| -------- | ------- | ------- | -------- | -------- | ----- | ----- |
| одиниця  | осіб    | %       | осіб     | %        | осіб  | %     |
| все      | 6070    | 100     | 2930     | 48.27    | 3140  | 51.73 |
| міське   | 3410    | 100     | 1663     | 48.77    | 1747  | 51.23 |
| сільське | 2660    | 100     | 1267     | 47.63    | 1393  | 52.37 |

## Сусідні гміни
Гміна Кольоновське межує з такими гмінами: Добродзень, Ємельниця, Завадзьке, Озімек, Стшельце-Опольське.